# 스와힐리인
스와힐리인(Swahili)은 반투족과 아랍인의 혼혈인 아프리카 종족이다. 소말리아에서 모잠비크까지 아프리카 동부해안을 따라 살고 있다. 이슬람교를 신봉하며 스와힐리어를 쓴다.

## 같이 보기
- 스와힐리어